# Spoorlijn Zug - Luzern
De spoorlijn Zug - Luzern is een Zwitserse spoorlijn tussen naar Zug in kanton Zug naar Luzern (station) in kanton Luzern.

## Geschiedenis
Het traject werd door de Zürich-Zug-Luzern-Bahn (ZZL) op 1 juni 1864 geopend.

### Toekomst
Tiefbahnhof Luzern (Tunnelstation Luzern) In een latere fase is er sprake van een tunnelstation voor doorgaande treinen tussen Luzern en Zürich via de Zimmerberg-Basistunnel II & I. De reistijd wordt dan van 45 minuten naar 35 minuten teruggebracht.

## Treindiensten

### S-Bahn Zug
De treindiensten van de S-Bahn Zürich worden uitgevoerd door de SBB.

### S-Bahn Luzern
De treindiensten van de S-Bahn Luzern worden uitgevoerd door de SBB.

## Aansluitingen
In de volgende plaatsen was of is er een aansluiting van de volgende spoorwegmaatschappijen:
In de volgende plaatsen is of was er een aansluiting van de volgende spoorlijnen:

### Zug
- Thalwil - Arth-Goldau, spoorlijn tussen Thalwil en Arth-Goldau
- Zürich - Zug, spoorlijn tussen Zürich en Zug

### Rotkreuz
- Aargauische Südbahn, spoorlijn tussen Brugg AG en Immensee

### Luzern
- Bern - Luzern, spoorlijn tussen Bern en Luzern
- Luzern - Immensee, spoorlijn tussen Luzern en Immensee
- Luzern - Lenzburg, spoorlijn tussen Luzern en Lenzburg
- Olten - Luzern, spoorlijn tussen Olten en Luzern
- Luzern - Interlaken, spoorlijn tussen Luzern en Interlaken
- Luzern - Engelberg, spoorlijn tussen Luzern en Engelberg

## Elektrische tractie
Het traject werd op 9 oktober 1922 geëlektrificeerd met een spanning van 15.000 volt 16 2/3 Hz wisselstroom.